# آهی ترشیزی
آهی ترشیزی با تخلص آهی جغتایی یکی از شاعران سدهٔ ۱۰ شمسی ایران بود. نام اصلی او سلطان قلی بیگ بود. وی از اهالی ترشیز در ناحیه خراسان بود. آهی در شعر ابتدا به نرگسی و سپس به آهی تخلص می‌کرد. اشعار وی بیشتر غزل و حاوی مضامین عاشقانه است. «دیوان غزل‌ها» و «ساقی نامه» دو کتاب شعر وی هستند که از آن‌ها نامی باقی مانده است. آهی در سال ۹۲۷ هـ. ق در تبریز درگذشت اما از مکان دفن وی اطلاعی در دست نیست آهی از شعرای دربار شاه غریب میرزا، پسر سلطان حسین بایقرا بوده است.

## نمونه اشعار
آرزو دارم که بیند کشته آن بدخو مرا
وه که خواهد کشت آخر آرزوی او مرا
بر فلک هر دم رسانم برق آه خویش را
تا بسوزم کوکب بخت سیاه خویش را